# Yokohama
Yokohama (横浜市 Yokohama-shi) là thành phố tỉnh lị của tỉnh Kanagawa, Nhật Bản. Đây là thành phố lớn thứ hai tính theo dân số và là khu tự quản lớn nhất tại Nhật Bản (Tokyo có vị thế tương đương tỉnh trong khi khu tự quản thuộc một tỉnh). Nơi đây cũng là cảng biển quy mô nhất Nhật Bản, vận hành là một trung tâm thương mại tầm vóc trong Vùng thủ đô Tokyo.

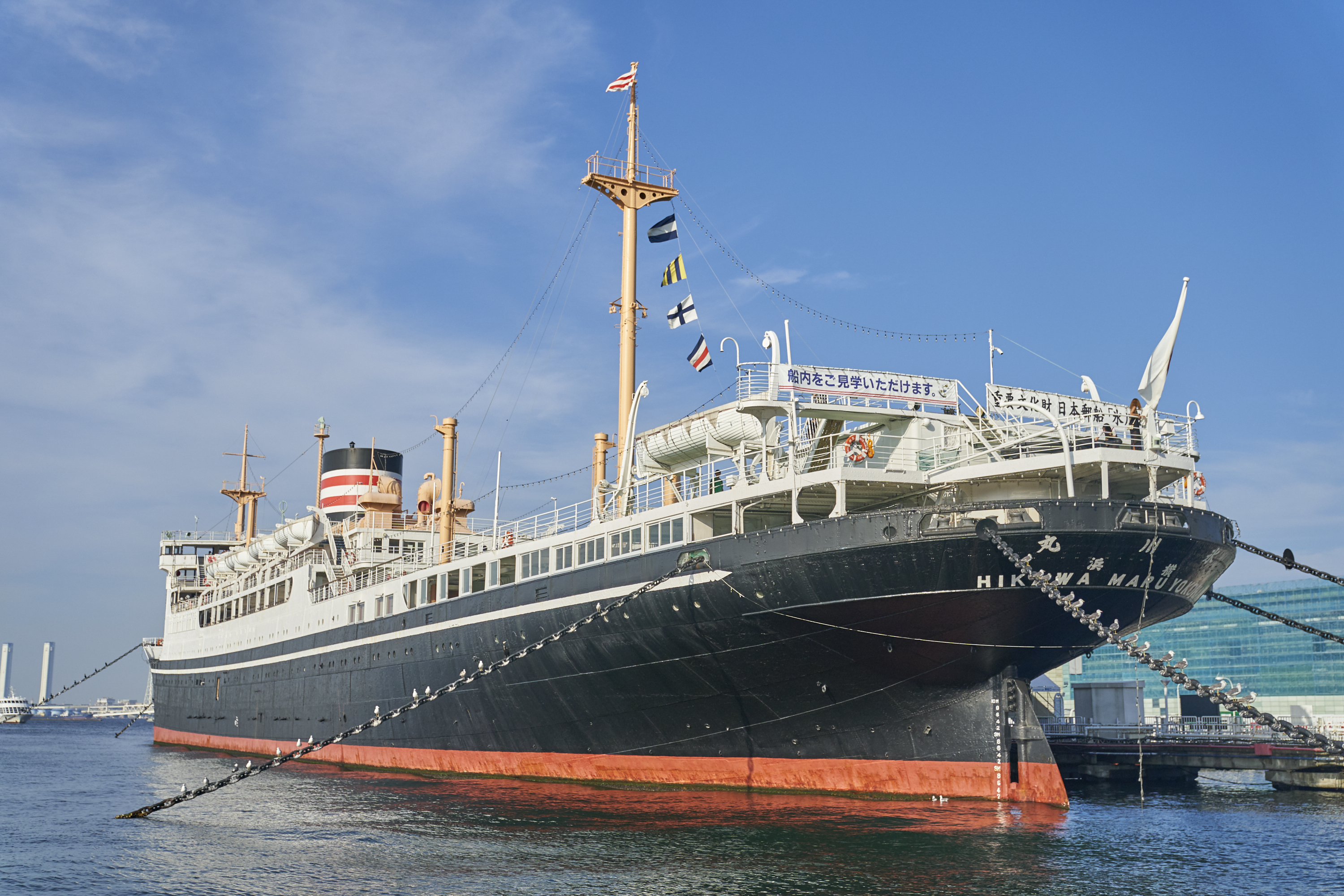
Bảo tàng tàu thủy "氷川丸"

Yokohama nằm bên vịnh Tokyo, phía nam Tokyo, trong khu vực Kanto của đảo chính Honshu.
Yokohama phát triển nhanh chóng từ giữa thế kỷ 19 trở đi sau khi Mạc phủ chấp nhận thông thương với phương Tây. Ngày nay Yokohama là một trong những thương cảng chính. Sánh cùng Kobe, Osaka, Nagoya, Hakata, Tokyo, và Chiba.

## Lịch sử
Yokohama là một làng chài nhỏ cho đến cuối thời kỳ Edo, lúc Nhật Bản còn theo đuổi chính sách bế quan tỏa cảng hạn chế giao dịch với phương Tây. Vào những năm 1853-1854 Phó đề đốc Matthew C. Perry thuộc Hải quân Hoa Kỳ điều chiến thuyền đến Nhật Bản neo ở cửa Vịnh Tokyo và đưa thư làm áp lực với triều đình Nhật, đòi phải mở cửa giao thương; Mạc phủ lúng túng, tuy muốn chống lại nhưng rồi đành nhượng bộ để tránh giao tranh và chấp nhận mở một số hải cảng cho người ngoại quốc đến buôn bán. Theo Hiệp ước ký kết thì Kanagawa-juku (bây giờ là phường Kanagawa) là một địa điểm thông thương nhưng vì Kanagawa nằm ngay trên quan lộ Tokaido, tức tuyến đường chiến lược nam bắc nối Edo với Kyoto và Osaka nên Mạc phủ Tokugawa chọn Yokohama lui xa hơn về phía Nam. Yokohama chính thức khai thương ngày 2 tháng 6 năm 1859. Sự kiện đó biến thị trấn này thành một cửa biển sầm uất.

## Hành chính

### Quận
- Aoba
- Asahi
- Hodogaya
- Isogo
- Izumi
- Kanagawa
- Kanazawa
- Kōhoku
- Kōnan
- Midori
- Minami
- Naka
- Nishi
- Sakae
- Seya
- Totsuka
- Tsurumi
- Tsuzuki